# Caro (Morbihan)
Caro en idioma francés y oficialmente, Karozh en bretón, es una localidad y comuna francesa.

## Localización
Está ubicada en la región administrativa de Bretaña, en el departamento de Morbihan. 

## Gentilicio
Sus habitantes reciben el gentilicio en idioma francés de Carotins y Carotines.

## Demografía
| 1316 | 1259 | 1144 | 1087 | 1053 | 1096 |
| Para los censos de 1962 a 1999 la población legal corresponde a la población sin duplicidades (Fuente: INSEE [Consultar]) |      |      |      |      |      |